# Leptoxis torrefacta
Leptoxis torrefacta је пуж из реда Sorbeoconcha и фамилије Pleuroceridae.

## Угроженост
Ова врста је наведена као изумрла, што значи да нису познати живи примерци.

## Распрострањење
САД су биле ендемско подручје ове врсте.

## Станиште
Раније станиште врсте су била слатководна подручја.